# Hermandad de Las Viñas (Jerez)
La Seráfica y Franciscana Hermandad Sacramental y Cofradía de Nazarenos del Santísimo Cristo de la Exaltación y María Santísima de la Concepción Coronada, conocida popularmente como la Hermandad de Las Viñas, es una hermandad y cofradía religiosa instaurada en la Parroquia de Ntra. Sra. de Las Viñas, en la ciudad de Jerez de la Frontera
La cofradía que participa en la Semana Santa en Jerez de la Frontera, es una de las 5 hermandades que procesionan en la jornada del Viernes Santo Tarde, su cortejo cuenta con 400 nazarenos y 200 costaleros entre el paso de misterio y el paso de palio, en la actualidad cuenta con cerca de 1.100 hermanos.

## Historia
El origen de la Cofradía tuvo carácter popular y su fundamento fue el poder fomentar el culto al Santísimo Sacramento y veneración a la pasión de Nuestro Señor Jesucristo y los Dolores de su Santísima Madre, así como servir de puente entre la populosa feligresía y la parroquia de Nuestra Señora de las Viñas, habitada mayoritariamente por obreros del gremio de la Vid. Así el 31 de mayo de 1959 con la autorización del párroco D. Maximino Bacas Álvarez, se reunió una comisión integrada por Felipe Morales Avelino, Francisco Casenave, Manuel Vergel Sánchez y Constantino Vallejo Calvo, solicitándose el día 17 de julio del mismo año la correspondiente aprobación y erección de la nueva corporación del Cardenal Arzobispo de Sevilla.
15 de julio de 1960 aprobación de las primeras reglas. El 12 de abril de 1963 hizo su primera estación penitencial con la imagen de la Virgen. En 1964 ya sacó su paso completo nuevo con respiraderos prestados por la Hermandad de las Cinco Llagas.
En 1973 se añadió al desfile el Cristo de la Exaltación.
En 1984 salieron procesionalmente por primera vez unos nuevos sayones que están fijando la Cruz sobre el Gólgota y que fueron realizados por el escultor jerezano Francisco Pinto Berraquero. En 1991 se sustituyó el cristo antiguo por el actual, que salieron de las gubias de Luis González Rey. En 1992 se incorporó al paso de Misterio una imagen de María Magdalena, realizada por Luis González Rey, y posteriormente, en 1998, un romano, obra del mismo autor. En 1998 se estrena el nuevo paso de misterio.
El 1 de enero de 2004, fue leído en la parroquia de las Viñas, el decreto del Obispo de Jerez, por el que se coronará canónicamente a la Virgen de la Concepción el 8 de diciembre del 2004. El 26 de noviembre de 2004, en el transcurso de una sesión solemne y extraordinaria del Pleno del Ayuntamiento de Jerez, le fue concedida la Medalla de Oro de la ciudad a la imagen de María Santísima de la Concepción
El día 8 de diciembre de 2004 a las doce y diez minutos de la mañana el obispo coronaba canónicamente a María Santísima de la Concepción.
En 2008 se estrena el nuevo paso de misterio en carpintería, también se realiza una nueva configuración del conjunto escultórico y se añade a María de Cleofás tallada por Fernando Aguado. En 2009 sale tallado casi en toda su totalidad el canasto del paso de misterio por Franscisco Pineda y se añade al misterio Jose de Arimatea tallado por Fernando Aguado. En 2010 se finaliza la talla del canasto, y se estrena el dorado frontal del canasto por Artesanía del Dorado Hnos. González, también se termina la reforma del conjunto escultórico añadiéndose un centurion romano obra de Fernando Aguado.

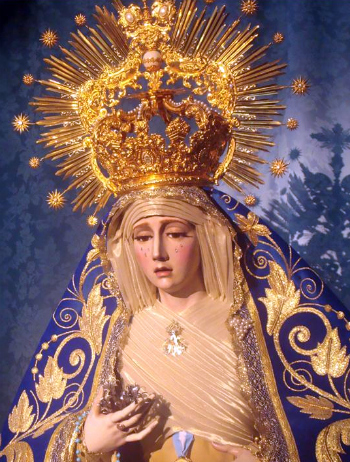
María Stma. de la Concepción Coronada.

El 4 de octubre de 2010 en el Convento de Capuchinos de Jerez de la Frontera, la Orden Franciscana concedió a la Hermandad los títulos de Seráfica y Franciscana.
En el año 2015 se finalizó de dorar el paso de misterio.
En 2018 se propone adecuar el paso de la Dolorosa a las nuevas medidas de la Iglesia del templo, que permite que sea más ancho.
En el 2018 se comienza un año de actos y cultos con motivo del L aniversario de la Coronación Parroquial en el Barrio de las Viñas, y el XV de la Coronación Canónica. Se culminará en diciembre de 2019 con triduo extraordinario en la S.I. Catedral de Jerez, volviendo a su barrio en procesión extraordinaria el 8 de diciembre, día de su festividad y aniversario de la efeméride.

## Pasos e Imágenes
Santísimo Cristo de la Exaltación.
Imagen
El paso de misterio representa el momento pasionista de la elevación de la Cruz, conocido como Exaltación: Cristo, una vez clavado en la cruz, es alzado a la cumbre del Calvario por cuatro sayones. Este momento pasional no aparece narrado en los Evangelios, pero, sin embargo, es conocida su representación en distintos puntos de Andalucía.
La talla del Cristo de la Exaltación es obra del imaginero gaditano Luis González Rey. Se trata de un Cristo vivo. Fue bendecida el Viernes de Dolores de 1991. Es un Crucificado que mantiene la tipología iconográfica barroca, pero ofreciendo también variantes, como el paño de pureza, de gran dinamismo y muy original en su composición, o la forma de disponer los clavos de las manos, que penetran por la muñeca, confiriendo a la talla un aspecto de impactante realismo.
Paso de Misterio
El año 2008 se estrena el nuevo paso de misterio para el Santísimo Cristo de la Exaltación, esta obra está siendo realizada en el taller del artista sevillano Francisco Pineda, y está previsto que este acabado en su totalidad de talla para la Cuaresma del año 2011.

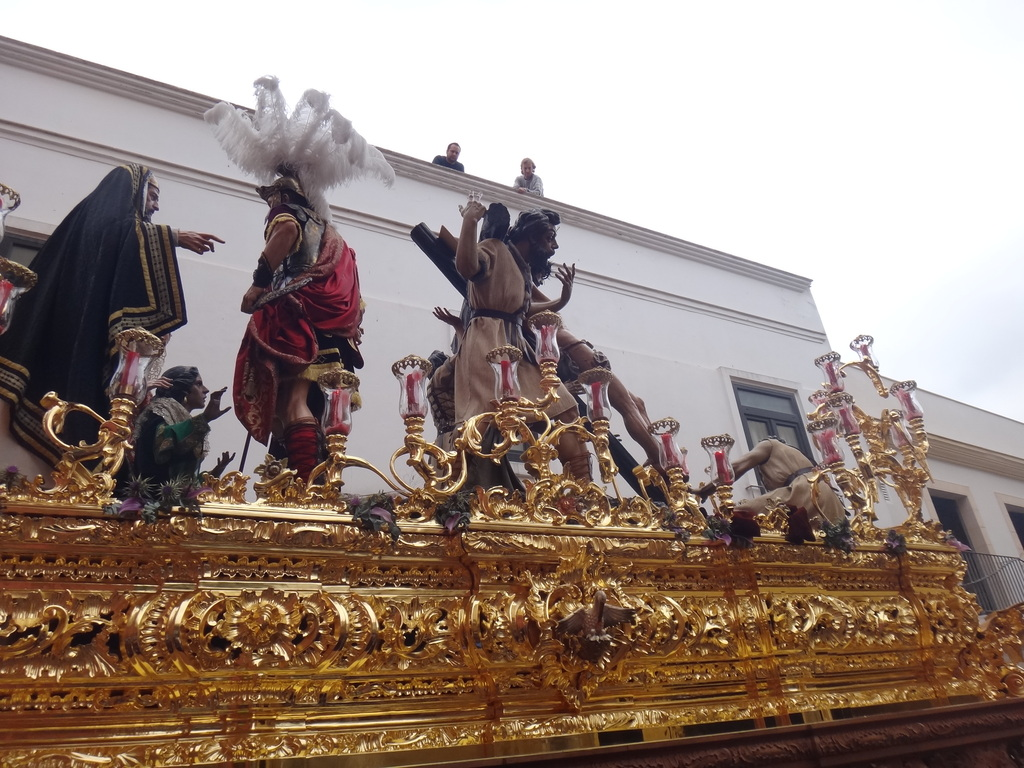
Paso de misterio

Es de estilo rocalla y destaca en él su valiente talla y el original diseño. Cabe destacar el original diseño de los faldones del mismo, siendo estos obra del artista portuense David Calleja.
Las dimensiones del paso son 2,58 m de ancho x 5,58 m de largo
María Santísima de la Concepción Coronada
Imagen
La dolorosa fue realizada por el imaginero jerezano Manuel Prieto Fernández, por encargo de la Junta de Gobierno en 1959,. Es una Virgen-Niña, con una expresión apenada que mueve a compasión, porque trasluce un dolor infantil. Recuerda el concepto estético de las populares Vírgenes-Niñas de Murillo. Es una idealización de la Madre de Dios. Esta Dolorosa fue entregada a la Hermandad en mayo de 1959. Estuvo expuesta en el escaparate de una tienda de muebles durante dos meses, siendo bendecida el 29 de julio de ese citado año.Hizo su primera estación de penitencia en la Semana Santa de 1963. En 1968, el párroco de las Viñas, Don Fernando Rueda Cantarero, la coronó parroquialmente solemnemente el día de la Inmaculada Concepción, 8 de diciembre. Y ese mismo día pero 36 años más tarde, es decir, el 8 de diciembre de 2004, el Obispo de la Diócesis de Asidonia Jerez, Don Juan del Río Martín la coronó Canónicamente, además de recibir ese mismo día la imposición de la Medalla de Oro de la Ciudad de Jerez de la Frontera.

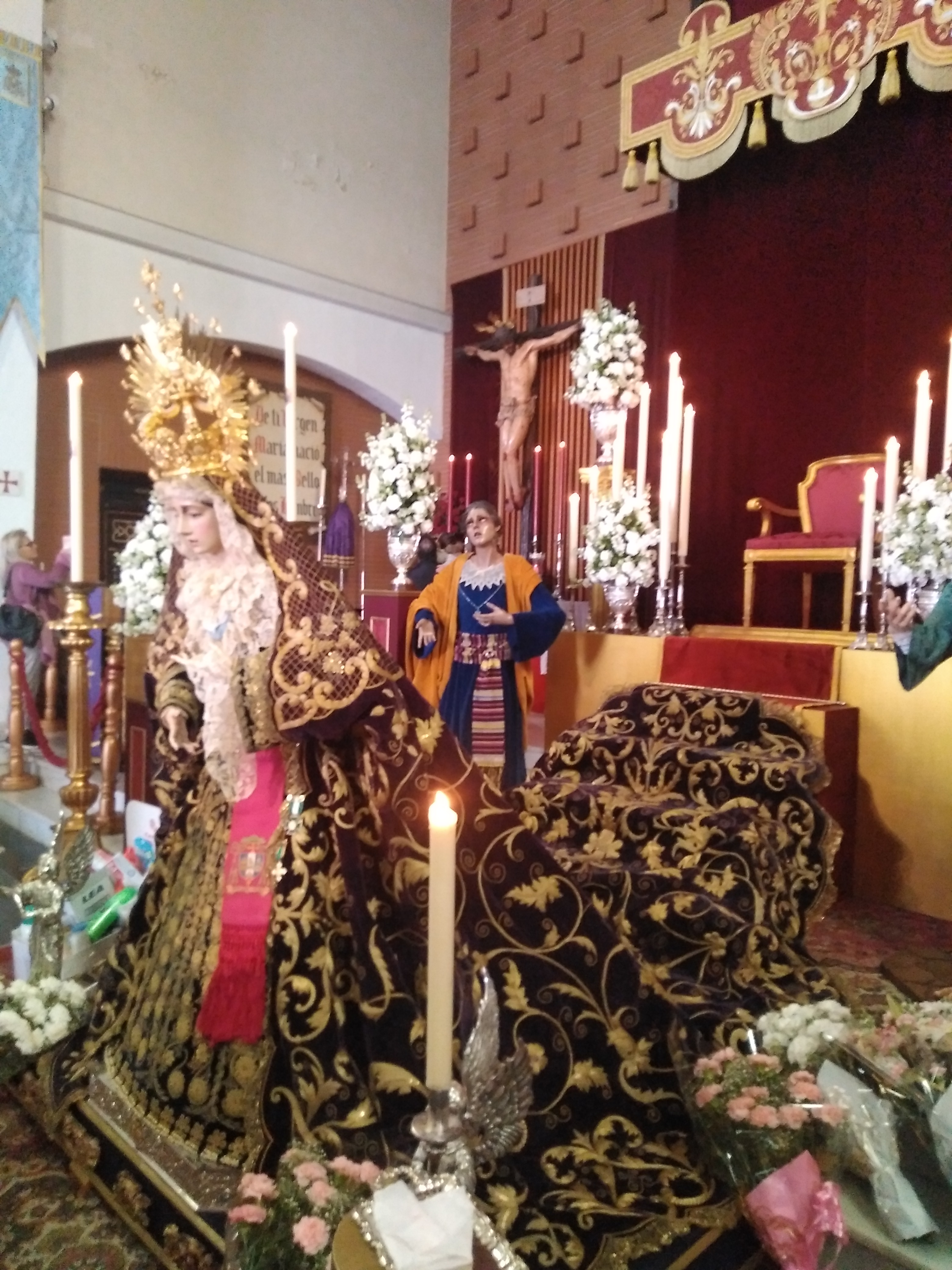
Dolorosa en besamanos

Sus rasgos son de una gran delicadeza, con ojos enormes y expresivos. Impacta al espectador la juventud de la Madre, apartándose del realismo tan propio de la estética andaluza pasionista, pero encuadrable ese idealismo en la devoción de nuestro pueblo, que busca representar a la Madre de Dios dotándola de una belleza por encima de los mortales.
Paso de Palio
Las orfebrerías son del sevillano Villarreal, salvo la peana fue realizada por Lorenzo Jiménez Rueda. Así los respiraderos del paso se realizaron en 1967, en plata cofradiera, preciosos y con unos originales racimos de uvas en plata de ley que cuelgan de las maniguetas del paso, y la candelería, de 92 puntos de luz, también en plata cofradiera, que se estrenó en el año 2003 siendo obra de los talleres de Olioz arte de Rota.Los respiraderos arrancan de un gran moldurón y terminan dibujando unas caprichosas curvas sobre el azul del terciopelo.La composición y el diseño, están inspirados en los respiraderos bordados que llevaban los primeros faldones.
Entre 1976 y 1980 se bordaron el manto y la bambalinas del palio por los talleres de Carasquilla.

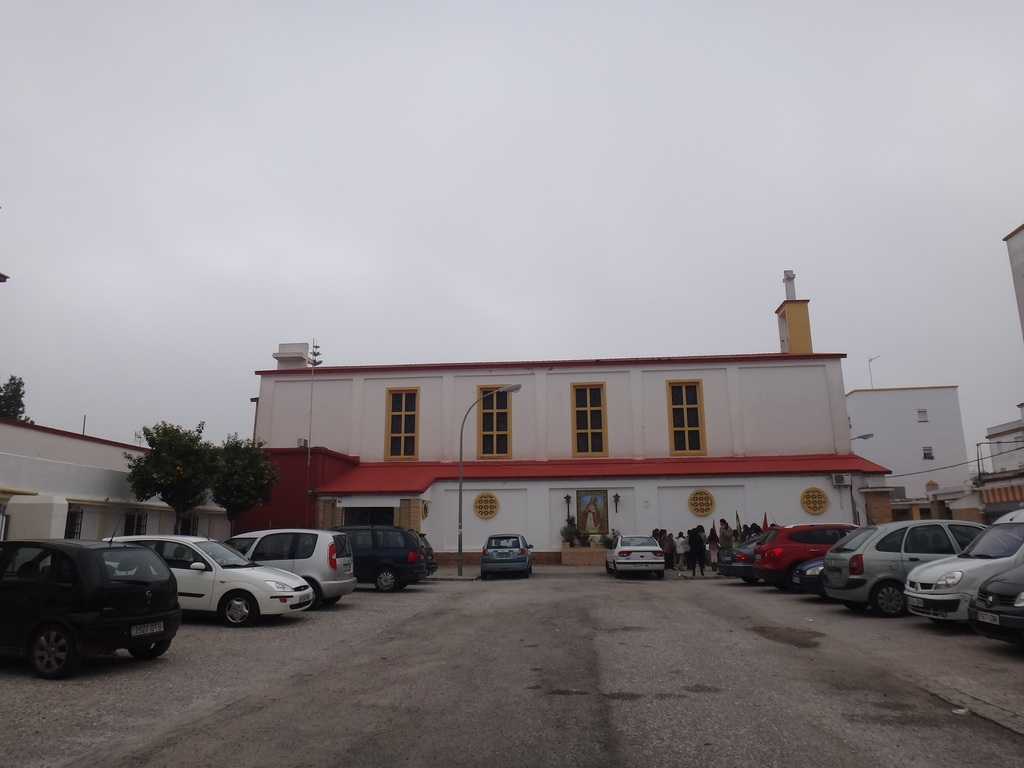
Lateral de la Parroquia de Las Viñas

En cuanto a la nueva corona de la Virgen, ha sido realizada en el año 2004 por el orfebre sevillano Domínguez. El estilo del diseño, es neobarroco, en línea con las creaciones contemporáneas en este tipo de piezas, y está trabajada en sus dos caras. Pesa casi 3,5 kilogramos de oro de 18 y 22 quilates.
En 2004 se añadieron 4 corbatas a las bambalinas debido a una reforma de la mesa del paso. En 2020 se anuncia nuevo frontal realizado por el Taller de Bordados Santa Clara según diseño de Javier Sánchez de los Reyes.
Respecto a su ajuar durante los últimos años ha aumentado considerablemnte cuenta con numerorisismas sayas y varios mantos bordados de camarín y rostrillos.

## Sede
Su sede canónica se encuentra en la Parroquia de las Viñas, en el barrio de la Vid. Fue realizada en los años 50 y originalmente su advocación fue la de Nuestra Señora de la Asunción.

## Escudo
La principal figura del escudo es una Cruz, sobre un globo terráqueo. A la izquierda del globo hay una azucena y a la derecha, un corazón atravesado por un puñal. Sobre la Cruz hay un círculo con el Agnus Dei, debajo del círculo, un cáliz y sobre éste un racimo de uvas. En la Cruz hay una inscripción, y en el globo terráqueo, en las cuales se leen "Ego Sun vitis vos palmites", que significa: "Yo soy la vid y vosotros los sarmientos" A ambos lados de la cruz hay un óvalo, el de la izquierda con el anagrama de María bajo una corona, y el óvalo de la derecha con el escudo franciscano, que muestra las cinco llagas de Cristo. Todo el escudo es coronado por un capelo verde con seis borlas a cada lado.

## Túnica de Nazareno
La túnica es blanca con capa y antifaz de sarga celeste botonadura roja y cíngulo rojo anudado al lado izquierdo en el hombro izquierdo el escudo de la Hermandad.

## Música
Abriendo paso en la cruz de guía acompaña la Agrupación Musical "Virgen de los Reyes Juvenil" de Sevilla , tras el paso de misterio va la Agrupación Musical "Virgen de los Reyes" de Sevilla y en el paso de palio la Banda Municipal de Bollullos Par del Condado.

## Paso por Carrera Oficial
| Predecesor: Loreto | Orden de entrada en Carrera Oficial (Viernes Santo) 2.º lugar | Sucesor: Expiración |